# Eduard Gildemeister (Architekt)
Georg Eduard Gildemeister (* 5. Februar 1848 in Bremen; † 6. September 1946 in Oldenburg) war ein deutscher Architekt.

## Biografie
Gildemeister war der Sohn des Bremer Kaufmanns Martin Wilhelm Eduard Gildemeister und Friederike, geb. Steinbrügge. Die alteingesessene Familie war durch ihre künstlerische Tätigkeit in Bremen und auch in Deutschland bekannt; Kaufleute und Senatoren kamen aus dieser Familie.
Gildemeister besuchte das Alte Gymnasium in Bremen. 1867 begann er sein Studium an der Polytechnischen Schule Hannover und wechselte ein Jahr später an die Winterbaugewerkeschule Stuttgart, wo er bis 1870 studierte und der Studentenverbindung „Akademische Gesellschaft Sonderbund“ angehörte. Während seiner Studienjahre setzte er sich besonders mit der Verschmelzung von antiker Architektur und deutscher Gotik auseinander.
Von 1871 bis 1873 arbeitete er für kurze Zeit bei Ludwig Bohnstedt in Gotha und im Stadtbauamt Berlin. 1876 begann er im Architekturbüro Mylius und Bluntschli in Frankfurt am Main.
Dort wirkte er unter anderem am prämierten (1. Platz), jedoch später nicht ausgeführten Wettbewerbsentwurf des Hamburger Rathauses mit. Vor seiner Zeit in Bremen erwarb Gildemeister während einer siebenmonatige Reise durch Italien, u. a. mit Ludwig Eisenlohr und Friedrich v. Thiersch, umfassende Kenntnisse über die Kunstformen der Antike und der italienischen Renaissance.
In Bremen arbeitete Gildemeister von 1878 bis 1886 teilweise in einer Architektengemeinschaft mit dem Architekten Henrich Deetjen. 1892 schloss er eine neue Arbeitsgemeinschaft mit dem erfahrenen Architekten für Neugotik, Wilhelm Sunkel, der zuvor bereits mit Heinrich Müller tätig war. Die Formen der italienischen Renaissance bestimmen das Erscheinungsbild seiner Bauten, sie sind immer maßvoll und zurückhaltend in ihrem Auftreten.
1888 heiratete Gildemeister Agnes Helene Auguste Habenicht und zog mit ihr von der Lärchenstraße in ein gemeinsames Haus in der Kohlhökerstraße 38. Beide hatten von 1889 bis 1903 neun Kinder, von denen zwei, Eberhard (1897–1978) und Hermann (1891–1984), auch als Architekten tätig waren.
Gildemeister befasste sich nicht nur mit dem Entwurf von Stadtvillen und Landhäusern, er war auch für den Arbeiterwohnungsbau tätig. Aus sozialem Engagement heraus entwickelte er für den Gemeinnützigen Bremer Bauverein Arbeiterhäuser einer Wohnsiedlung im Bremer Westen, direkt am Hafendeich: das Waller Wied. In den ländlichen Regionen fügten sich seine Sommer- und Landhäuser in das Umgebungsbild durch den von ihm gepflegten akademischen Schweizerstil ein. Sein Freund, der Architekt Friedrich Wilhelm Rauschenberg, schrieb 1918 zu Gildemeisters 70. Geburtstag in der Weser-Zeitung über die Funktionalität von Gildemeisters Bauten: „Gildemeister baut seine Häuser wirklich zum täglichen Bewohnen, zur behaglichen Daseinsfreude der Familie und Türgriffe und -schlösser, Türen und Fenster spielen dabei fast wichtigere Rollen als Stuck und Malerei. Oder um es richtig auszudrücken, er fasste von Anfang an seine Kunst als Raumkunst auf, nicht sowohl um die Räume zu schmücken, sondern vielmehr um sie schön gestaltet dem gewohnten Bremer Lebensbedürfnis dienen zu lassen.“
Gildemeister erhielt seine Aufträge zumeist von privaten Bauherren. An größere öffentliche Bauaufgaben gelangte er über Wettbewerbsausschreibungen. Erfolgreich konnte er u. a. den Bau des neuen St. Petri Waisenhauses an der Stader Straße, die Badeanstalt am Steffensweg und besonders prestigeträchtig die Außenfassaden der Kunsthalle in Bremen ausführen. Sein Fassadenentwurf der Kunsthalle hatte im Wettbewerb 1899 den 1. Platz in Kombination mit dem Innenraumentwurf von Albert Dunkel errungen. Die Umgestaltung der Außenfassaden der Kunsthalle zählt zu seinen eindrucksvollsten Werken. 1908 beteiligte er sich in Gemeinschaft mit dem im Kirchenbau erfahrenen Wilhelm Sunkel an der neuen Farbgebung der Ansgariikirche und 1922 an der Restaurierung der Liebfrauenkirche.
Gemeinsam mit anderen Architekten und Künstlern wurde er 1890 mit der Ausschmückung der Hansestadt zum Besuch des Kaisers Wilhelm II. beauftragt.
Er verfasste bereits in Italien Artikel für Tagesblätter, in Bremen dann später auch mehrfach Kunstkritiken für die Tageszeitung und schrieb für den Sammelband Bremen und seine Bauten 1900. Zu seinem Freundeskreis zählten unter anderen Hermann Allmers, Otto Gildemeister und Arthur Fitger.
Seinen Lebensabend verbrachte Gildemeister mit immer weiter abnehmender Sehkraft, so dass ihm das Ausmaß der Zerstörung Bremens im Zweiten Weltkrieg verborgen blieb. Im hohen Alter zog er nach Oldenburg.

## Mitgliedschaften und Ehrungen
- Mitbegründer des Architekten- und Ingenieur-Vereins und des Bundes Deutscher Architekten (Ehrenmitglied)
- Mitglied in der Kommission zur Erhaltung kunsthistorischer Denkmale und der Sachverständigenkommission für den Schutz von Baudenkmälern, Straßen- und Landschaftsbildern.[3]
- Ehrenmitglied des Künstlerbundes Bremen, der Nordischen Kunsthochschule und der Gewerbekammer[3][1]

## Bauwerke

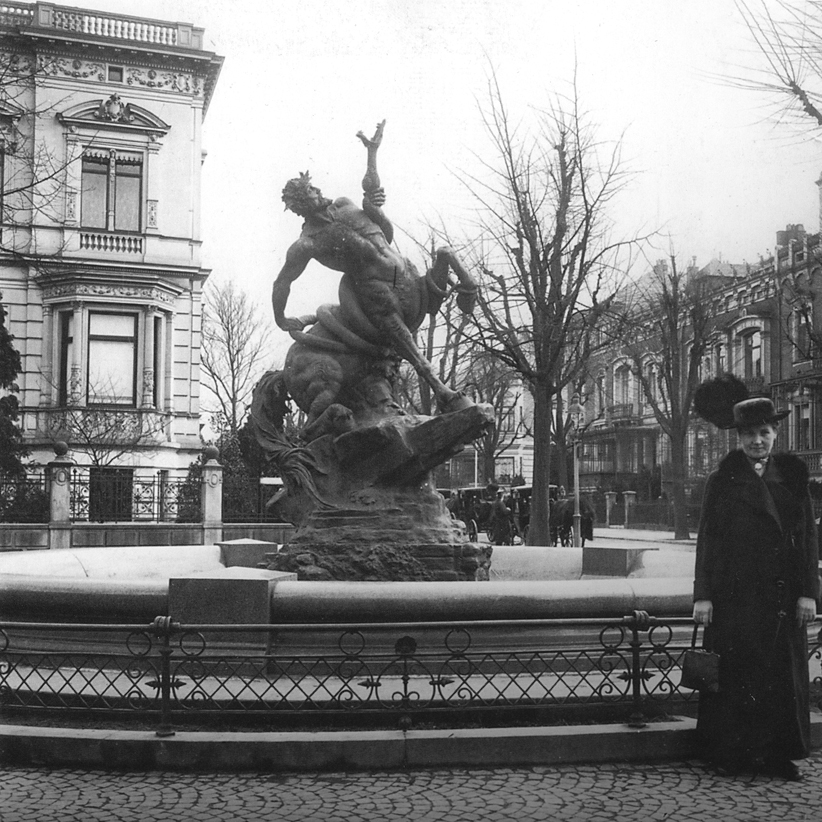
Centraurenbrunnen am ursprünglichen Standort Ecke Schwachhauser Heerstraße / Bismarckstraße, um 1900. Im Hintergrund, Wohnhaus Heinrich August Gildemeister (1885)

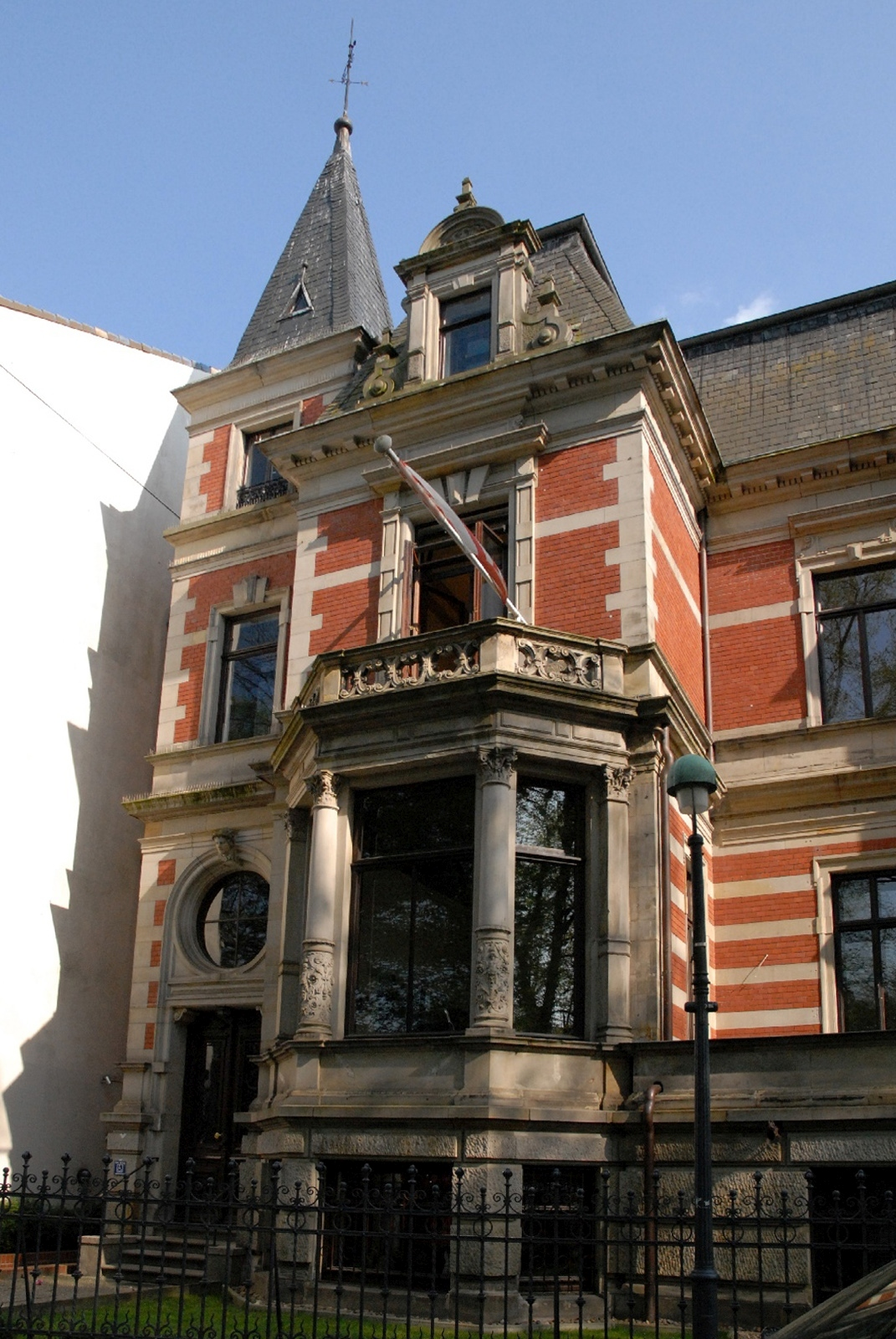
Villa Johann Smidt, Contrescarpe 32, 1891

Kontorhaus Engelhardt & Biermann, Langenstraße 128, 1891

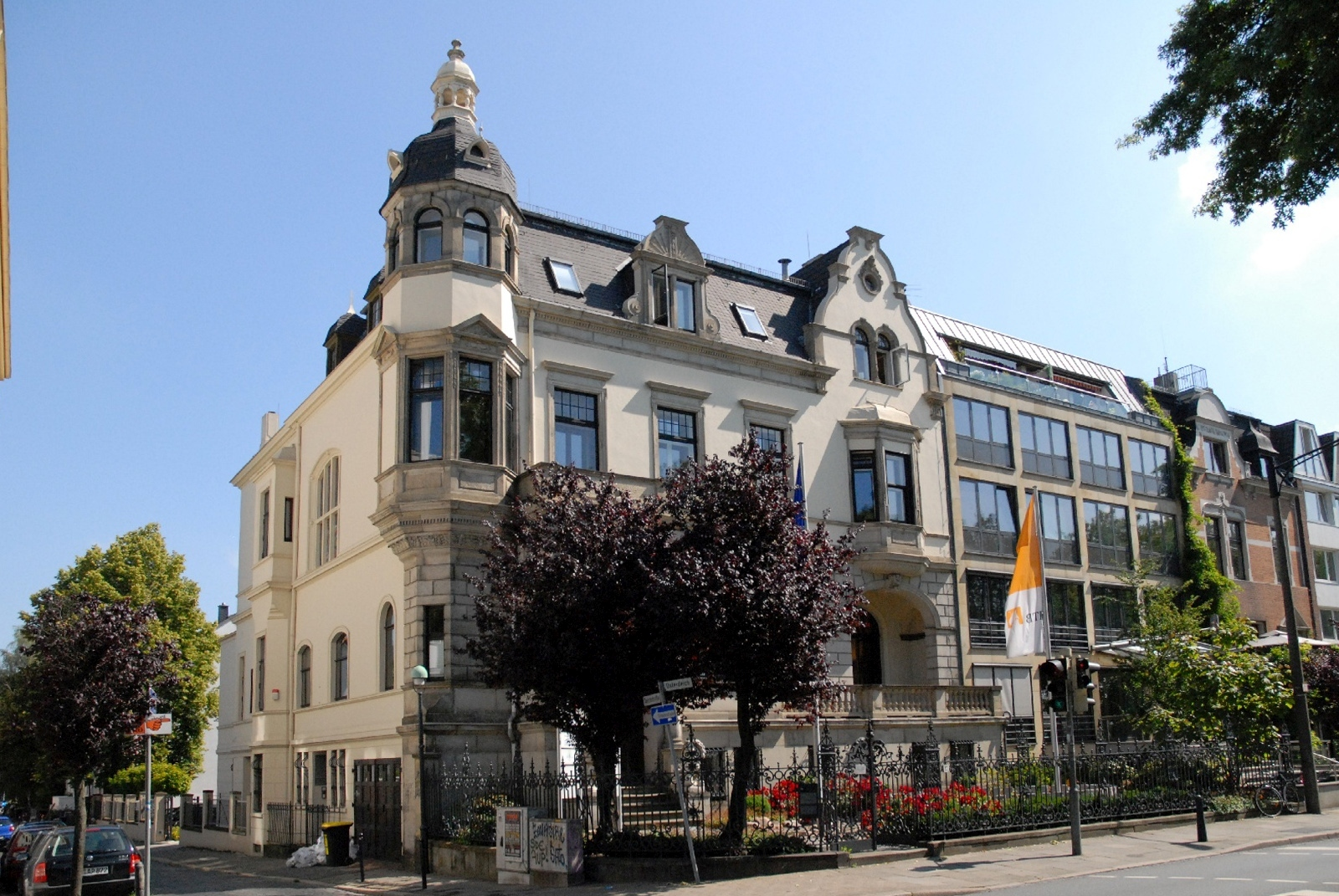
Haus Hirschfeld, Osterdeich 17, 1898–1899

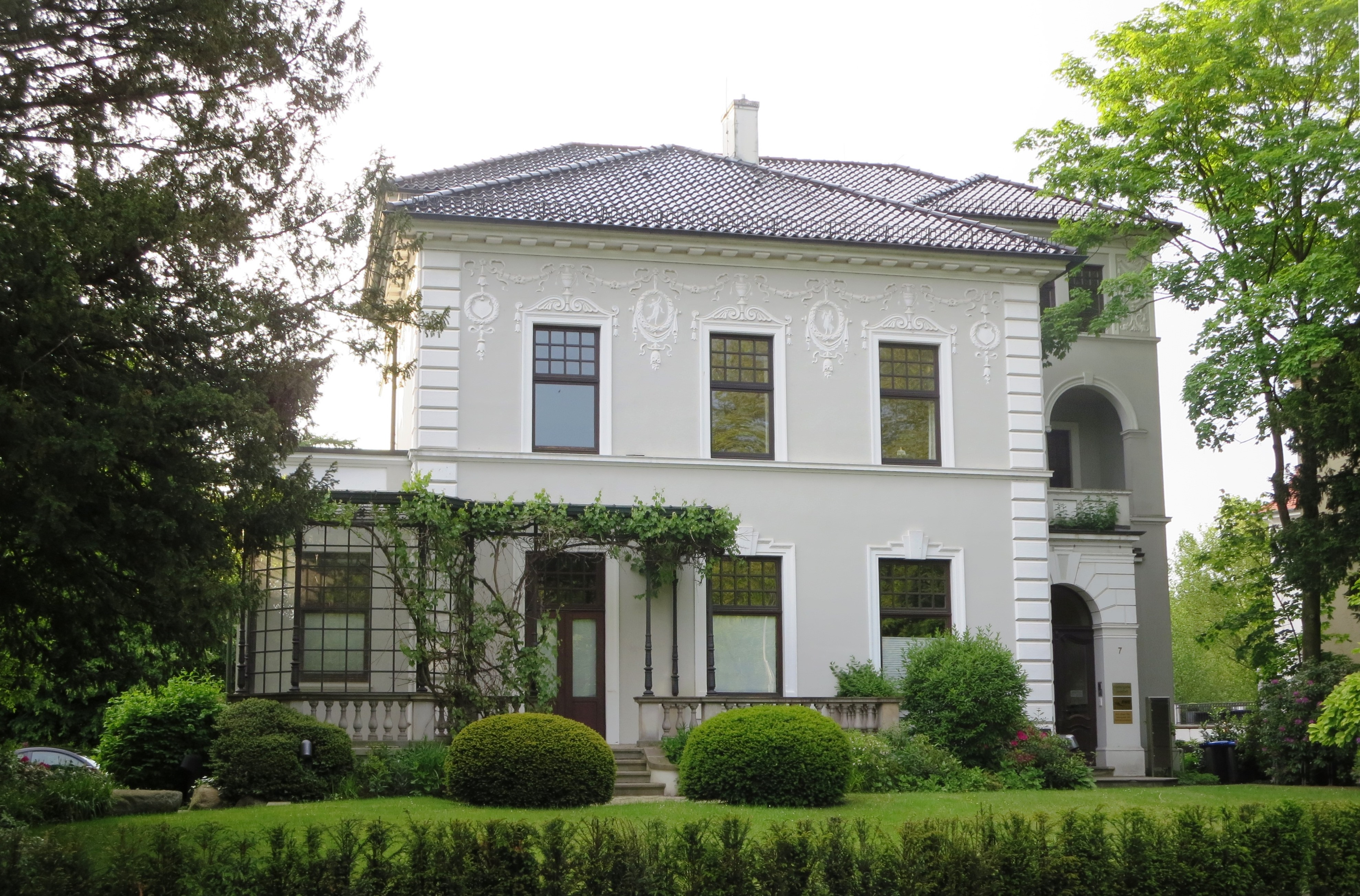
Villa Gartenstraße 7, Oldenburg, 1898 (heute Oldenburgische Landschaft)

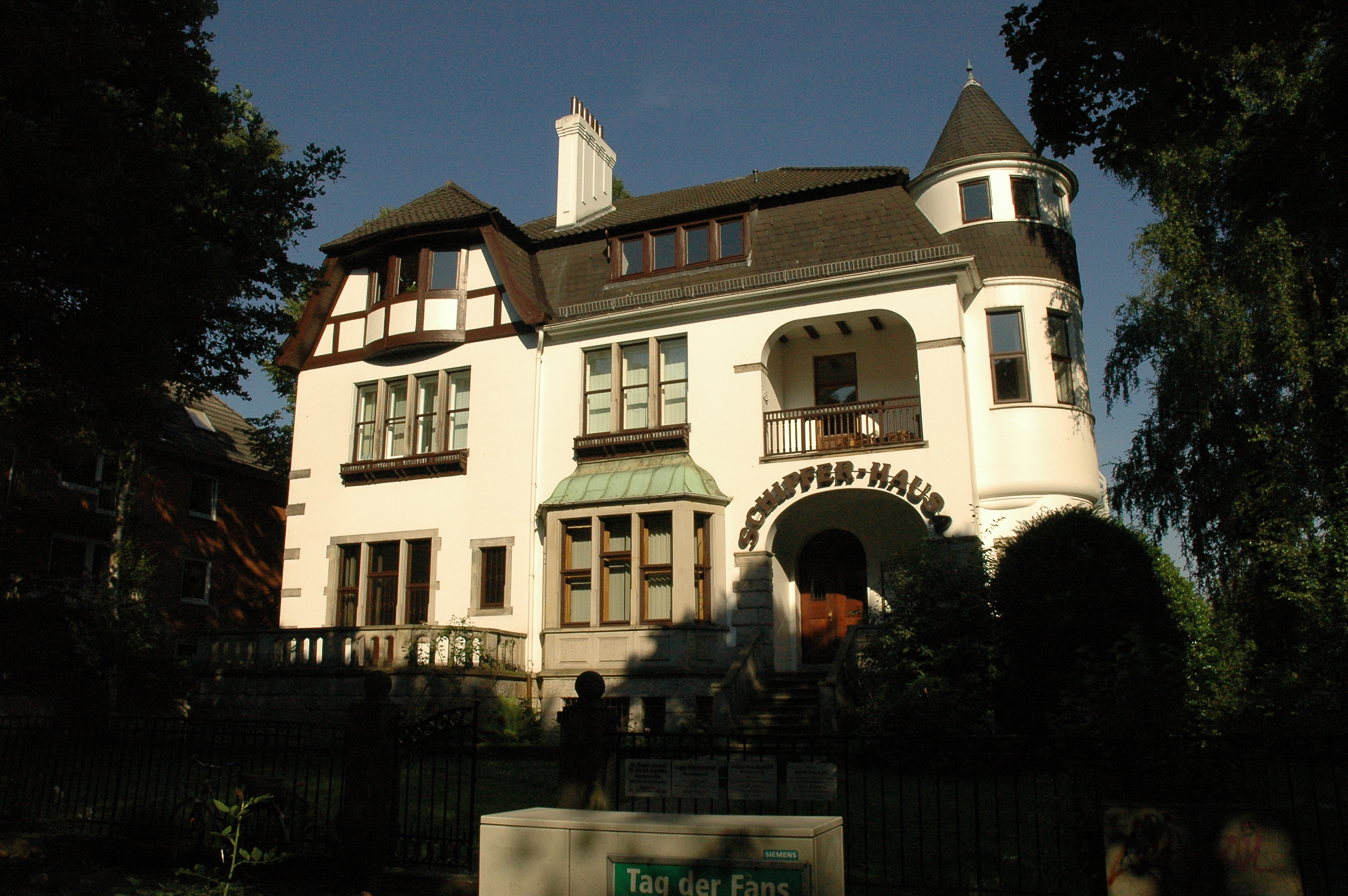
Villa Ahlers, Parkallee 117, 1904

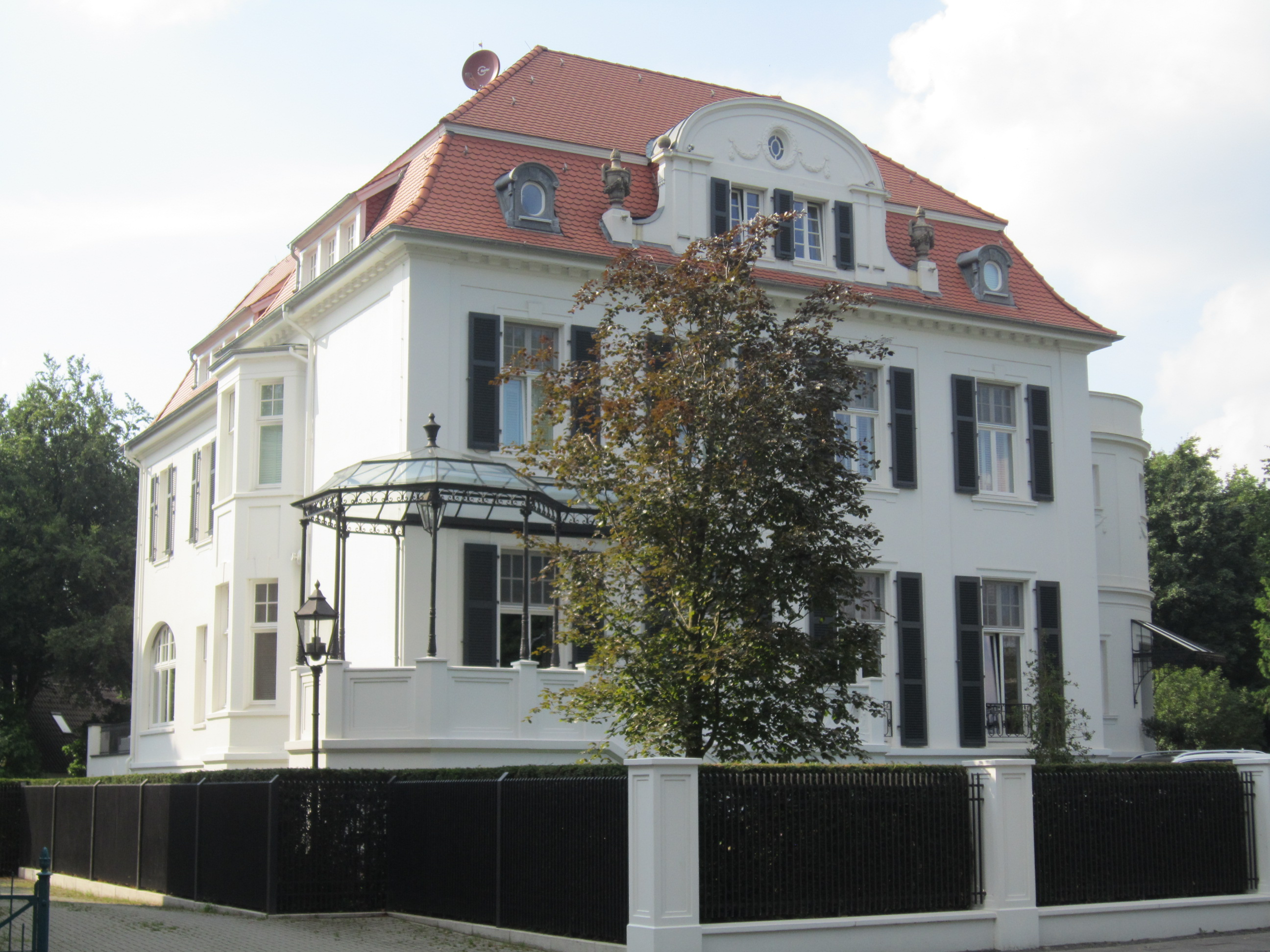
Villa Hermann Freiherr von Rossing, Gartenstraße 5, Oldenburg, 1906

Haus Sonneck, Mercystraße 22, Freiburg im Breisgau, 1906

- 1873: Wettbewerbsentwurf (2. Platz), Bürgerschulgebäude in Gotha[5]
- 1875: Villa Dr. med. Bastian, Außer der Schleifmühle 65, erhalten; siehe Denkmaldatenbank des LfD
- 1878–1879: Kirche St. Georg, Kirchhuchtinger Landstraße 26, mit Henrich Deetjen, erhalten[6]
- 1882: Wohnhaus Johann Matthias Gildemeister, Zusammenschluss aus zwei Wohnhäusern, ehem. Schleifmühle 22/23, mit Henrich Deetjen, nicht erhalten[7]
- 1883: Wohnhaus Carl Schütte, Rembertistraße 16, mit Henrich Deetjen, nicht erhalten[8]
- 1885: Wohnhaus Heinrich August Gildemeister, Schwachhauser Heerstraße 1/Ecke Bismarckstraße (ehem. Schwachhauser Chaussee 1 / Ecke Bismarckstraße), nicht erhalten[9]
- 1888: Wohnbau Johann Duckwitz, Richard-Wagner-Straße 9, erhalten[10]
- 1888: Gut Lehnhof in Schönebeck für den Bankier Theodor Lürman, Holthorster Weg, nur die Parkanlage erhalten[11]
- 1888–1889: Landhaus Forsteck in Leuchtenburg für den Bankier Theodor Lürmann, Leuchtenburger Straße, nur Hofmeierhaus erhalten[12]
- um 1890: Umbau des Kontorhauses Carsten und Suhling, Langenstraße (Bremen) 124, nicht erhalten[13]
- 1890: Tor an Mündung Sielwall/Osterdeich, Straßenschmuck zum Besuch Kaiser Wilhelm II. am 21. April[14]
- 1890: Villa Senator Marcus, Contrescarpe 133, nicht erhalten[15]
- 1890: Zentaurenbrunnen Entwurf, Ausgeführt von August Sommer, Stifter Heinrich August Gildemeister, ehem. Standort Schwachhauser Heerstraße / Ecke Bismarckstraße bis 1958[16]
- 1891: Villa Johann Smidt, Contrescarpe 32, ehem. Nr. 33, erhalten[17]
- 1891: Arbeitersiedlung Waller Wied für Bremer Bauverein, Wiedstraße, Wiederaufbau 1950[18]
- 1891: Villa Wilhelm August Korff, Villa Agathe, Am Nonnenberg 9–11, mit Wilhelm Sunkel, erhalten[19]
- 1891: Kontorhaus Engelhardt & Biermann für Leopold Engelhardt und Friedrich Biermann, Langenstraße 128, mit Wilhelm Sunkel, nicht erhalten[20]
- 1891: Villa Carl Melchers, Umbau des Außenbereich, Contrescarpe 132, nicht erhalten
- 1893–1894: Doppelhaus, Richard-Wagner-Straße 38/40, erhalten[21]
- 1894–1896: Landhaus Carl Otto Hasse, Rockwinkeler Landstraße 41/43, mit Wilhelm Sunkel, erhalten[22]
- um 1895: Lesezimmer und Bibliothek der Domgemeinde im Garten des Domanbaus, mit Wilhelm Sunkel, nicht erhalten[23]
- 1896: Gärtnerhaus, Gärtner-Wohnhaus der Familie Kulenkampff, Lesmonastraße 92, mit Wilhelm Sunkel, erhalten[24]
- 1896: Wettbewerbsentwurf zum Neubau der St. Michaelis-Kirche, Doventorsteinweg, (3. Platz), mit Wilhelm Sunkel
- 1907: Haus Kränholm in Bremen - Burglesum
- 1897–1898: Villa Gustav Tölken, Gartenstraße 7, Oldenburg, (heute Oldenburgische Landschaft), Einbezug eines Vorgängerbaus von 1824 (Entwurf: Heinrich Carl Slevogt), mit Wilhelm Sunkel, erhalten[25][26]
- 1897: Villa Frese für Hermann Frese,  Schwachhauser Heerstraße 59, ehem. Schwachhauser Chaussee, mit Wilhelm Sunkel, erhalten[27]
- 1897: Doppelhaus, Osterdeich 18 a/b, ehem. 18a heute als Nr. 19, mit Wilhelm Sunkel, erhalten[28]
- 1898: Badeanstalt, Steffensweg 23, mit Wilhelm Sunkel, nicht erhalten[29]
- 1898–1899: Haus Hirschfeld, Osterdeich 17, mit Wilhelm Sunkel, erhalten[30]
- 1899–1904: Umbau der 1847–1849 errichteten Kunsthalle Bremen zusammen mit Albert D. Dunkel, Sandsteinfassade der Frontseite und Fassade des Neubaus, Am Wall 207, erhalten[31]
- 1900: Villa Gustav Melchers, Parkallee 95, mit Wilhelm Sunkel, nicht erhalten[32][33]
- 1901: Waisenhaus, St.-Petri-Waisenhaus, Stader Straße 35, mit Wilhelm Sunkel, erhalten[34]
- 1902: Villa Georg (Carl) Riesch, Osterdeich 68, nicht erhalten[35]
- 1903: Villa G. Faber, Parkallee 87, mit Wilhelm Sunkel, nicht erhalten[36]
- 1903: Ausstattung der Sitzungs- und Repräsentationsräume im ersten Stockwerk des Hauses Schütting am Markt mit Carl Eeg[37]
- 1904: Villa Ahlers, Parkallee 117, mit Wilhelm Sunkel, erhalten[38]
- 1905: Wohnhaus Rechtsanwalt (Friedrich) Hermann Kulenkampff, Bremen, Contrescarpe 45, zusammen mit Carl Eeg
- 1905: Landgut von Heinrich Kulenkampff, Rosenhäuschen (Teehaus), Lesmonastraße 86, erhalten[39]
- 1905–1906: Landhaus Waldthausen, mit Wilhelm Sunkel[40]
- um 1906: Villa Diedrich Lahusen, Haus Sonneck, Mercystraße 22, Freiburg im Breisgau, mit Wilhelm Sunkel, erhalten[41]
- 1906: Villa Arnold Petzet, Schwachhauser Heerstraße 30, Schwachhauser Chaussee, mit Wilhelm Sunkel, erhalten[42]
- 1906: Villa Hermann Freiherr von Rossing, Gartenstraße 5, Oldenburg; bis 1991 Kulturzentrum Brücke der Nationen, Umbau einer Villa von 1817, mit Wilhelm Sunkel, erhalten[43][44]
- 1906–1907: Kaiserhaus zugehörig zum St.-Remberti-Stift, St. Remberti-Stift 14/15, mit Wilhelm Sunkel, erhalten[45]
- vor 1909: Landhäuser R. Fritze in Oberneuland, mit Wilhelm Sunkel[46]
- 1909–1910: Villa, Unter den Eichen 18, Oldenburg, erhalten[47][48]
- 1910: Villa, Unter den Eichen 16, Oldenburg, erhalten[49][50]
- 1910: Villa Ernst August Ruhstrat, Gartenstraße 9, Oldenburg, mit Wilhelm Sunkel, erhalten (teilweise abgebrochen)[51]
- 1910–1911: Börsenhof B, Marktstraße 1–2, mit Wilhelm Sunkel
- 1913–1915: Landhaus Richard Löwe, Marcusallee 15, Bremen (1942 zerstört)